# Примаченко Петро Федорович
Петро Федорович Примаченко (нар. смт Іванків, Київська область) — український художник,  військовослужбовець, сержант ТрО Збройних сил України, учасник російсько-української війни. Кавалер ордена «За мужність» III ступеня (2023).

## Життєпис
Бабуся — українська художниця Марії Примаченко, яка в дитинстві навчила його малювати, читати та писати. Найбільший вплив на нього здійснила творчість батька Федора Примаченка.
Учасник Революції гідності.
З початком широкомасштабного російського вторгнення на фронті. Брав участь в обороні Київщини.
Займається благодійною діяльністю.
У власних роботах поєднує абстракцію та народне мистецтво.
На основі малюнка бабусі створив оптимістичну композицію, як звір знищує двоголового птаха, що символізує країну-агресорку.

## Нагороди
- орден «За мужність» III ступеня (20 березня 2023) — за особисту мужність, виявлену у захисті державного суверенітету та територіальної цілісності України, самовіддане виконання військового обов'язку[6];
- медаль «За військову службу Україні» (20 березня 2024) — за особисту мужність, виявлену у захисті державного суверенітету та територіальної цілісності України, самовіддане виконання військового обов'язку[7].